# Das Ende vom Anfang (1992)
Das Ende vom Anfang ist die am 31. Dezember 1991 geschaffene Aufzeichnung des Deutschen Fernsehfunks einer Inszenierung der gleichnamigen Komödie des irischen Dichters Seán O’Casey unter der Regie von B. K. Tragelehn an der Berliner Volksbühne.

## Handlung
Da es sich hier um eine Schauspielinszenierung handelt, siehe: Das Ende vom Anfang

## Produktion und Veröffentlichung
Die Premiere dieser Inszenierung, mit der Übersetzung von Maik Hamburger und Adolf Dresen, fand am 9. April 1986 in der Ausstattung und Inszenierung von B. K. Tragelehn im Münchener Cuvilliés-Theater statt.
Diese Inszenierung gelang anschließend noch mehrmals, mit der gleichen Ausstattung, sowie auch den gleichen männlichen Darstellern, an weiteren Theatern der Bundesrepublik zur Aufführung. Nur die weibliche Rolle wurde immer mit einer Schauspielerin des jeweiligen Theaters besetzt.
Die Erstausstrahlung erfolgte am 5. Januar 1992 im Programm des MDR Fernsehens in Farbe.

## Kritik
Reinhard Wengiereg schrieb in der Neuen Zeit: 

„Die zwei erstklassigen Schauspieler (lang-dürr / kurz-dick) zelebrieren leichthin perfekt die Muster und Mythen aller klassischen Komikerduos, unter Anleitung von B. K. Tragelehn, der alle je kreierten Slapstickiaden im Kopf zu haben scheint, ohne je Zirkus oder Varieté zu inszenieren. Da ist nichts herbeigesucht, angeschafft, aufgesetzt; alles ergibt sich ganz normal und wie von selbst.“